# Fernand Collin
Fernand Collin, né le 18 décembre 1897 à Anvers et décédé le 11 décembre 1990, est un universitaire, avocat et homme d'affaires belge.
Il est docteur en droit (KUL avec doctorat spécial en sciences pénitentiaires). Il étudia à Paris, Londres et aux États-Unis. Il sera avocat de 1923 à 1938.
Professeur à la faculté de droit de l'Université catholique de Louvain (Louvain) (1927-1952), il fut un des premiers professeurs à enseigner en néerlandais. C'est son rôle dans le développement de la Kredietbank qui le fit connaître. En 1940, il promeut la doctrine Galopin auprès du gouvernement au côté d'Alexandre Galopin. Il fut au berceau de l'unité monétaire ECU.
Par reconnaissance, la KUL rassembla 1 500 000 francs pour créer un Prix Collin, visant à encourager des jeunes chercheurs flamands.

## Mandats
- Administrateur de la Kredietbank dès 1935, puis président de 1938 à 1973
- Président de l'Association belge des banques (1964-1967)
- Membre du CA de Leuven Research en Development

## Distinctions
- Prix Joost van den Vondel (1971)